# Van Allen Probes
La Van Allen Probes, precedentemente conosciuta come Radiation Belt Storm Probes (sigla RBSP), è stata una missione spaziale della NASA, sviluppata nell'ambito del Programma Living With a Star.
La missione prevedeva l'utilizzo di due sonde identiche, lanciate il 30 agosto 2012, per lo studio delle regioni dello spazio circumterrestre indicate come Fasce di Van Allen. La comprensione dei fenomeni che vi hanno luogo ha infatti importanti ricadute pratiche negli ambiti dell'operatività e progettazione dei satelliti artificiali, della programmazione delle missioni spaziali e della sicurezza degli astronauti.
Le sonde avevano un piano di missione iniziale di due anni ma hanno funzionato per oltre sette anni e sono state disattivate nel 2019 all'esaurimento del combustibile. Si prevede che rientreranno nell'atmosfera negli anni 2030, bruciandosi completamente per l'attrito con l'alta atmosfera terrestre.

## Sviluppo

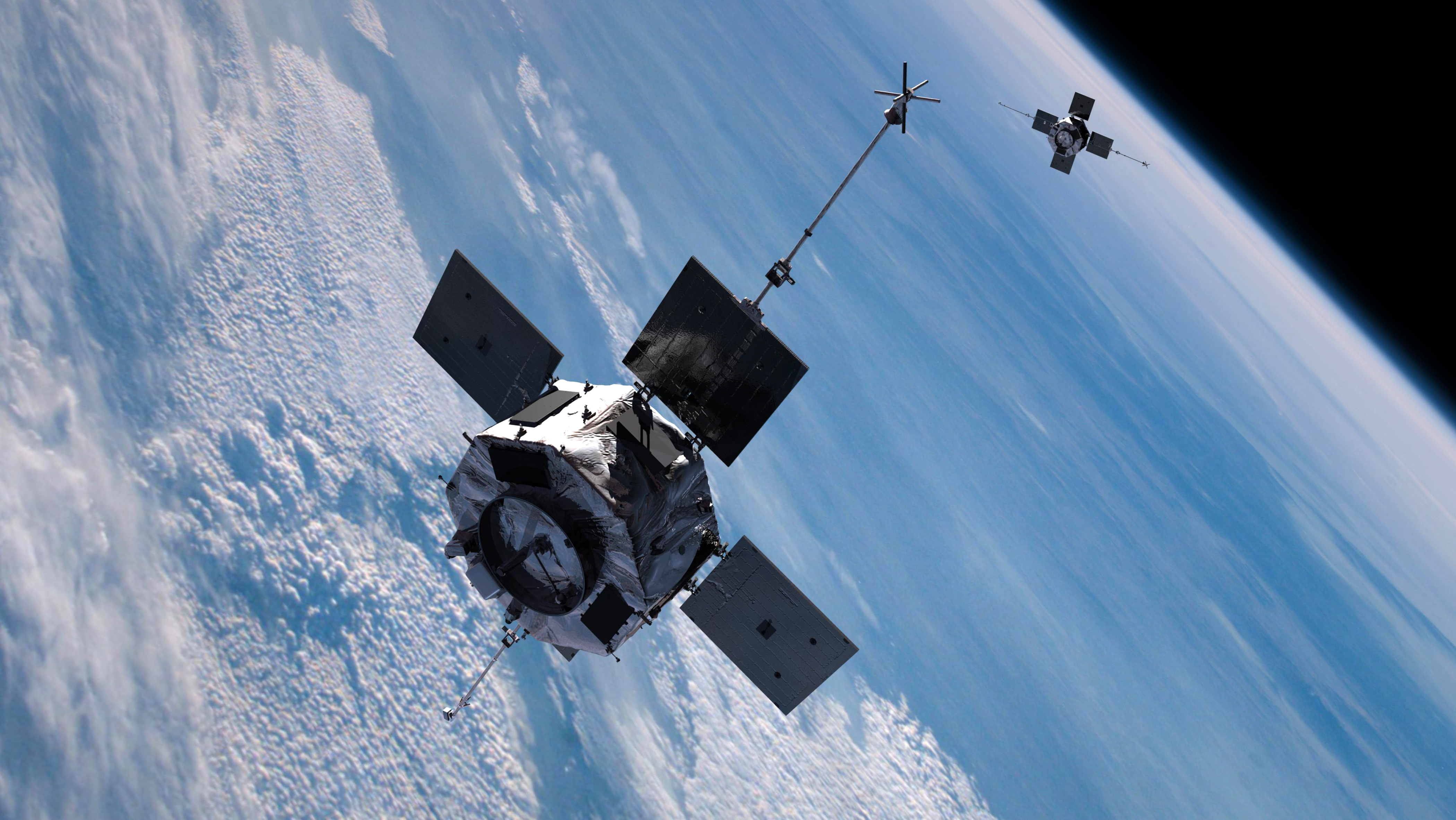
Rappresentazione artistica delle sonde in orbita

La missione è stata ideata dall'Applied Physics Laboratory (APL) della Johns Hopkins University, nell'ambito del Programma Living With a Star, gestito dal Goddard Space Flight Center per la NASA. L'Applied Physics Laboratory è stato responsabile della progettazione e produzione delle sonde, e lo sarà della gestione degli strumenti e delle sonde stesse.
L'assegnazione della missione all'Applied Physics Laboratory è avvenuta nel 2006. La fase di progettazione concettuale è stata conclusa nel gennaio del 2007, la progettazione preliminare nell'ottobre del 2008 e la missione confermata in via definitiva nel gennaio del 2009, con la costruzione iniziata nel 2010.
Le sonde, trasportate presso la Cape Canaveral Air Force Station il 30 aprile 2012, sono state da lì lanciate il seguente 30 agosto alle 08:05 UTC, a bordo del razzo Atlas V 401, con alcuni giorni di ritardo rispetto alla data inizialmente prevista del 23 agosto a causa di condizioni anomale registrate nel motore e, successivamente, di condizioni meteo avverse.

## Caratteristiche tecniche
La missione prevede l'utilizzo di due sonde, indicate come A e B, dotate di un analogo set di strumenti. Il corpo principale di ciascuna sonda ha la forma di un prisma, alto 1,3 m, a base ottagonale, dal diametro di 1,8 m. Da esso dipartono quattro pannelli fotovoltaici di forma quadrata, con lato di 0,9 m, che forniscono una potenza di 350 watt, le aste degli strumenti (di circa 4,6 e 50 m di lunghezza) e le antenne per le comunicazioni nella banda S. Al lancio, la sonda A pesava 591,6 kg, 129,6 dei quali di strumentazione scientifica, mentre la sonda B 610,6 kg, appesantita dagli elementi strutturali necessari a sostenere il peso della compagna nella manovra di lancio.
Ciascuna sonda è stabilizzata a singolo spin con circa 5 rotazioni al minuto e spinta da un sistema di otto motori a razzo a propellente liquido (nello specifico, idrazina), ognuno dei quali in grado di generare una spinta di 0,9 N.
Le sonde percorrono le proprie orbite geocentriche in circa 9 ore, con una quota di perigeo compresa tra 500 e 675 km e quella di apogeo compresa tra 30.050 e 31.250 km. L'inclinazione orbitale dovrebbe essere di 10° e comunque non superiore ai 18°. Esigenze di puntamento dei pannelli fotovoltaici, inoltre, richiedono che l'asse di rotazione delle sonde sia mantenuto tra i 15 e 27° dal Sole.

## Strumenti scientifici

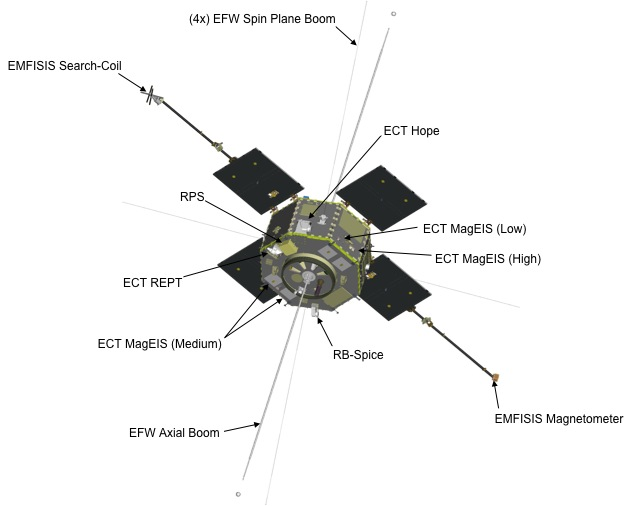
Rappresentazione schematica della sonda.

Ciascuna sonda è dotata degli stessi cinque strumenti scientifici:
- Energetic Particle, Composition, and Thermal Plasma Suite (ECT)
- Electric and Magnetic Field Instrument Suite and Integrated Science (EMFISIS)
- Electric Field and Waves Suite (EFW)
- Radiation Belt Storm Probes Ion Composition Experiment (RBSPICE)
- Relativistic Proton Spectrometer (RPS)

L'Energetic Particle, Composition, and Thermal Plasma Suite (ECT) si compone a sua volta di tre elementi: gli spettrometri MagEIS e HOPE e il telescopio REPT. Loro scopo è misurare le proprietà - il modulo e la direzione della velocità e la composizione - delle particelle presenti nelle fasce di Van Allen. Lo strumento è sensibile ad elettroni e ioni con energia compresa tra 1 eV e 10 MeV ed è in grado di riconoscere ioni di idrogeno, elio ed ossigeno.
L'Electric and Magnetic Field Instrument Suite and Integrated Science (EMFISIS) si compone di due magnetometri distinti, posizionati alle estremità di due aste di tre metri di lunghezza. Obiettivo dello strumento è misurare la propagazione di onde nel plasma che compone le fasce di Van Allen e contribuire a spiegare sia i fenomeni di accelerazione delle particelle, sia quelli che conducono alla loro progressiva de-energizzazione e fuga nello spazio.
L'Electric Field and Waves Suite (EFW) intende misurare il campo elettrico nello spazio attorno alla sonda. Per farlo, utilizza sei antenne: le maggiori, di 50 metri di lunghezza, si estenderanno nel piano perpendicolare all'asse di rotazione della sonda su due lati opposti; altre due antenne di 40 m saranno estese nello stesso piano, nella direzione perpendicolare alle precedenti; infine, lungo l'asse di rotazione saranno estese altre due antenne telescopiche di 6 m di lunghezza. All'estremità di ciascuna antenna è presente il sensore per il rilevamento.
Il Radiation Belt Storm Probes Ion Composition Experiment (RBSPICE) è sviluppato per misurare la corrente ad anello che si manifesta nelle fasce di Van Allen durante le tempeste geomagnetiche. Lo strumento è anch'esso uno spettrometro.
Infine, il Relativistic Proton Spectrometer (RPS) rileverà protoni con un'energia compresa tra 50 MeV e 2 GeV, i cosiddetti protoni relativistici, che costituiscono un pericolo per la sopravvivenza dei satelliti spaziali e degli esseri umani operanti nella regione di spazio delle fasce di Van Allen.

## Obiettivi scientifici
I fenomeni di espansione e contrazione che interessano le Fasce di Van Allen sono una delle manifestazioni del tempo meteorologico spaziale (space weather) nello spazio circumterrestre e sono sostenuti dai flussi di energia e materia (vento solare) emessi costantemente dal Sole che permeano tutto il sistema solare. Le fasce sono rifornite durante le tempeste solari che portano le particelle cariche del vento solare a penetrare e rimanere poi intrappolate nel campo geomagnetico. Quando tale fenomeno giunge ad interessare l'atmosfera origina le aurore polari, ma può anche arrecare danni ai satelliti in orbita e alle reti elettriche sulla superficie oltre che ostacolare le comunicazioni. Obiettivo della missione è quindi caratterizzare le Fasce di Van Allen e permettere miglioramenti tecnologici, ad esempio nella progettazione dei satelliti. Più specificamente, attraverso questa missione, i ricercatori intendono comprendere come si formino e modifichino in funzione dell'attività solare le popolazioni di ioni ed elettroni relativistici che compongono le Fasce stesse.
Gli obiettivi della missione sono riassumibili come segue:
- scoprire quale processo - singolarmente o in combinazione con altri - acceleri e trasporti le particelle nelle fasce di radiazione, e sotto quali condizioni;
- comprendere e quantificare la perdita di elettroni dalle fasce di radiazione;
- individuare l'equilibrio tra i processi che conducono all'accelerazione e quelli che causano la perdita degli elettroni;
- comprendere come le fasce di radiazione si trasformino durante e in conseguenza delle tempeste geomagnetiche.